# Sarmatia polycletusalis
Sarmatia polycletusalis är en fjärilsart som beskrevs av Walker 1858. Sarmatia polycletusalis ingår i släktet Sarmatia och familjen nattflyn. Inga underarter finns listade.